# Pictorium
Pictorium is een geslacht van slakken uit de familie van de Cerithiidae. De wetenschappelijke naam van het geslacht is voor het eerst geldig gepubliceerd in 2013 door Strong en Bouchet.

## Soorten
De volgende soorten zijn bij het geslacht ingedeeld:
- Pictorium koperbergi (Schepman, 1907)
- Pictorium versicolor Strong & Bouchet, 2013
- Pictorium violaceum Strong & Bouchet, 2013